# Hartschier

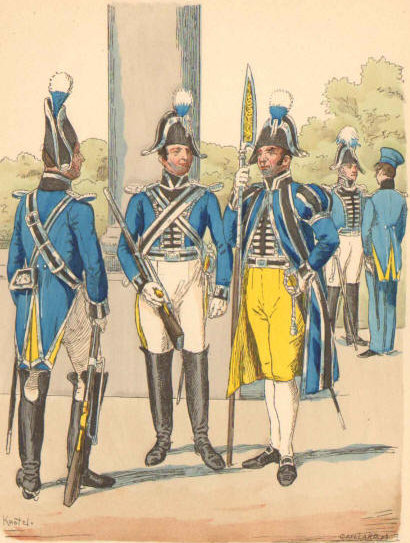
Uniformes do Hartschiere da Baviera antes de 1852

Hartschiere (forma singular : Hartschier) eram predominantemente membros dos guardas residenciais da Baviera antes de 1918, um ramo militar histórico do antigo Ducado e do posterior Eleitorado e, finalmente, do Reino da Baviera.

## História
De acordo com Meyers Konversations-Lexikon, a palavra germanizada Hartschier originalmente derivada da palavra italiana arciere para arqueiro, mas também pode ser possível que tenha raízes espanholas, porque o duque bávaro William IV recebeu uma companhia de arqueiro (em castelhano:  arqueros) de Carlos I da Espanha e acrescentou guarda-costas da corte bávara com raízes notáveis na profunda Idade Média. Em 13 de abril de 1669, Ferdinando Maria transformou esta unidade no Hartschier-Garde. O nome do antigo equivalente austríaco, o k.u.k Arcièren-Leibgarde, tem um som semelhante.
A tropa da guarda do palácio da Baviera, mais tarde chamada de Königlich-Bayerische Leibgarde der Hartschier (L.G.H.), tinha apenas funções cerimoniais e nenhuma função militar convencional. Com relação aos assuntos militares, o Comando da Leibgarde der Hartschiere estava diretamente subordinado ao Ministério do Exército. Em contraste, o Leibgarde der Hartschiere por si só estava subordinado, no que diz respeito a questões judiciais civis e criminais, ao Comando Geral em Munique, como os outros ramos militares. Além do Hartschiere, os reis da Baviera tinham um regimento da casa real desde o final das Guerras Napoleônicas até a queda do reino após a Primeira Guerra Mundial, o chamado Regimento de Salva-vidas de Infantaria.
A entrada nesta Guarda só era possível para soldados de caráter e conduta impecáveis. O comandante da tropa Hartschier tinha o título Generalkapitän (ver também Capitão Geral), associado à classificação de classe mais alta na Hofrangordnung (ordem de precedência do tribunal). Ele foi nomeado pessoalmente pelo rei.

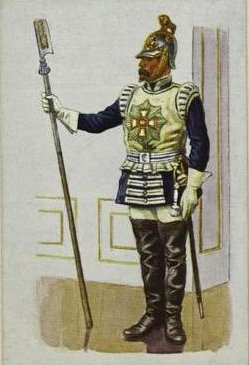
Uniformes do Hartschiere da Baviera após 1852

Em 1852, os Hartschiere ganharam novos uniformes com coletes supra brancos sobre as jaquetas e capacetes, em vez dos bonés anteriores, feitos de estanho niquelado e latão fundido dourado. A placa dourada do capacete mostrava os brasões reais e no topo do capacete havia uma figura de leão dourado em pé. O capacete foi usado com o leão para o serviço normal, que foi substituído por uma pluma de crina de cavalo branca em ocasiões de gala. Os capacetes mais antigos obviamente tinham figuras de águia de duas cabeças no topo, em vez do leão. O patch bordado no peito do Hartschiere mostrava uma grande versão da Ordem de São Huberto (Hubertusorden) com seu lema "in trau vast" (significa: seja firme na fidelidade). Os Hartschiere estavam armados com épées e o "couse" semelhante a uma alabarda.
Por ocasião do 200º aniversário, uma medalha comemorativa (2 Ducados) com um retrato de Luís II da Baviera foi distribuída em 1869.

## Membros notáveis
- Maximilian Graf Seyssel d'Aix, Generalkapitän de 1837 a 1845
- Christian Frhr. von Zweibrücken, Generalkapitän
- Leonhard Frhr. von Hohenhausen, Generalkapitän após 1861
- Siegmund von Pranckh, Generalkapitän após 1876
- Maximilian Graf von Verri della Bosia, Generalkapitän
- Felix Graf von Bothmer, último Generalkapitän de 1909 a 1918